# BioArte

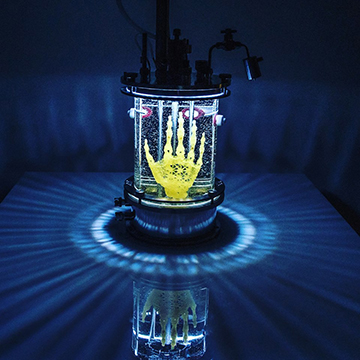
Scultura di bio-arte Reliquiario Rigenerativo di Amy Karle, 2016

BioArte è una pratica artistica in cui gli artisti lavorano con la biologia, tessuti vivi, batteri, organismi viventi e processi vitali. Utilizzando processi e pratiche scientifiche come la biologia e le pratiche delle scienze della vita, microscopia, e biotecnologia (includendo tecnologie come ingegneria genetica, coltura di tessuti e clonazione), le opere d'arte sono prodotte in laboratori, gallerie o studi degli artisti. L'ambito del BioArt è considerato da alcuni artisti strettamente limitato a "forme viventi", mentre altri artisti includono arte che utilizza le immagini della medicina contemporanea e della ricerca biologica, o richiedono che affronti una controversia o un punto cieco posto dal carattere stesso delle scienze della vita.
Il bioarte è un movimento di arte contemporanea, che prende come medium le risorse plastiche offerte dalle biotecnologie. Coltura di tessuti vivi (Arte orientata all'oggetto), modificazioni genetiche (Eduardo Kac), morfologiche (Marta de Menezes), costruzioni analitiche e biomeccaniche (Symbiotica), e la fusione della Biologia e dell'informatica (Amy Karle). Queste sperimentazioni sono a volte in relazione con il proprio corpo dell'artista (Orlan, Stelarc).
La creazione di esseri viventi e lo studio delle scienze biologiche portano con sé questioni etiche, sociali ed estetiche. All'interno del Bio Art esiste un dibattito su se ogni forma di coinvolgimento artistico con le bioscienze e le loro conseguenze sociali (ad esempio, sotto forma di immagini provenienti dalla medicina) debba essere vista come parte del movimento artistico, o se solo quelle opere d'arte, che sono state create in laboratorio, vengono classificate come arte organica.

## Panoramica
Il BioArt è spesso inteso a evidenziare temi e bellezza nei soggetti biologici, affrontare o mettere in discussione nozioni filosofiche o tendenze nella scienza, e può a volte essere scioccante o umoristico. Mentre solleva domande sul ruolo della scienza nella società, "la maggior parte di queste opere tende alla riflessione sociale, trasmettendo critiche politiche e sociali attraverso la combinazione di processi artistici e scientifici." Le opere di bioarte sono spesso viste come un contributo alle questioni sociali, politiche ed economiche che emergono dalla ricerca scientifica, tuttavia a volte contribuiscono e fanno avanzamenti nella ricerca.

## Artisti nei laboratori
Mentre la maggior parte delle persone che praticano il BioArt sono categorizzate come artisti in questo nuovo media, possono anche essere visti come scienziati. Nel BioArt, gli artisti spesso lavorano con gli scienziati, e in alcuni casi sono essi stessi scienziati. Mentre alcuni artisti hanno una formazione scientifica pregressa, altri devono essere formati per eseguire le procedure o lavorare in tandem con scienziati in grado di svolgere i compiti richiesti.
Symbiotica ha sviluppato uno dei primi laboratori arte/scienza per artisti interessati a lavorare con metodi e tecnologie del BioArt. Alcuni dei fondatori di SymbioticA, Oron Catts e Ionat Zurr hanno anche fondato The Tissue Culture & Art Project. Fin dagli inizi degli anni '90, The Tissue Culture & Art Project ha lavorato con la produzione artificiale di tessuto biologico mentre la coltura cellulare serve come un medium artistico. Le opere di TC&A affrontano, tra le altre cose, cibi allevati, abbigliamento coltivato da tessuti, forme scultoree dalla coltura di tessuti e il cambiamento del rapporto tra il vivente e il non vivente, tra le altre cose. Nel quadro della loro ricerca artistica, gli artisti hanno sviluppato il termine "Semi-Vivente" per descrivere una nuova categoria di vita che è stata creata in laboratorio.
Nel 2003, The Tissue Culture & Art Project in collaborazione con Stelarc ha coltivato una replica in scala 1/4 di un orecchio utilizzando cellule umane per creare il progetto Extra Ear. Il progetto è stato realizzato presso Symbiotica: il Laboratorio di Ricerca Collaborativa Arte & Scienza, Scuola di Anatomia e Biologia Umana, Università dell'Australia Occidentale. Nel 2006, Marc Stelarc ha subito la prima di due operazioni sperimentali per impiantare il suo "Orecchio Sul Braccio". La seconda operazione è stata per impiantare un microfono nell'orecchio impiantato affinché potesse sentire. L'orecchio impiantato poi trasmette il suono ad altre parti del mondo, così le persone potrebbero ascoltare ciò che l'orecchio sul braccio stava sentendo. Lo ha connesso a internet, che collega ulteriormente la sua bio alla tecnologia ma apre anche la possibilità di essere hackerato. Il progetto ha richiesto oltre 12 anni.
Nel 2004, Suzanne Anker e Dorothy Nelkin's The Molecular Gaze hanno contribuito anche a stabilire l'integrazione della biologia molecolare con la pratica artistica.
Nel 2015-2016 Amy Karle ha creato Reliquiario Rigenerativo, una scultura di impalcature biostampate per la coltura di cellule staminali MSC umane in osso, nella forma di una mano umana installata in un recipiente. Nel 2019, Karle ha realizzato Il Cuore Dell'Evoluzione, un cuore stampato in 3D con un sistema vascolare ridisegnato per migliorare potenzialmente la funzionalità del cuore e mitigare l'impatto dell'embolia. Nel 2024 ha creato un'opera d'arte interattiva Echi Dalla Valle dell'Esistenza, che invia campioni di DNA convertiti in polvere e incapsulati in un polimero nello spazio.

## Esposizioni notevoli di bioarte

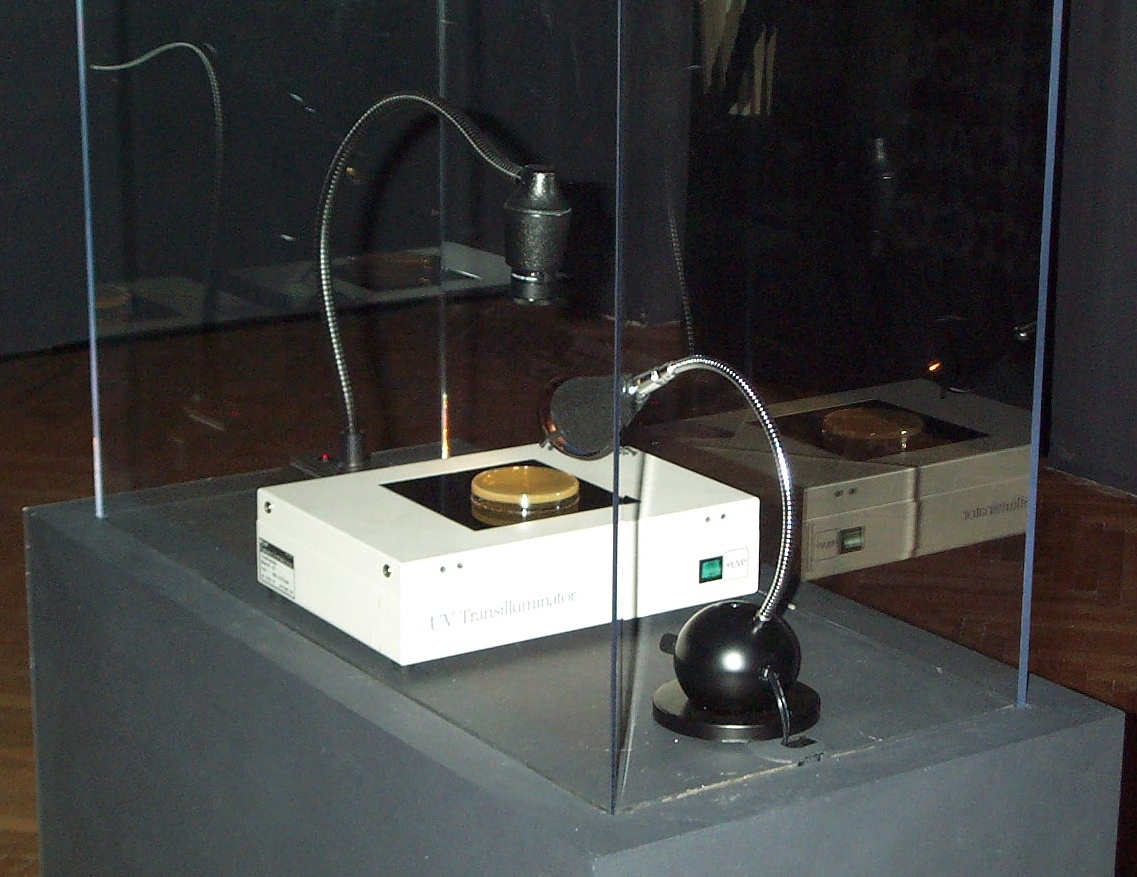
Eduardo Kac - Genesis - Ars Electronica 99

Ars Electronica a Linz, Austria e il Festival Ars Electronica sono stati tra i primi ad adattarsi nell'esporre e promuovere la bioarte, e continuano ad essere pionieri nella condivisione e promozione della bioarte, dei progetti di vita e dei bioartisti. Il loro longevo premio Prix Ars Electronica che espone e onora gli artisti in varie categorie di media include categorie di arti ibride e arte della vita che comprendono la bioarte.
Nel 2016, il tema della Biennale di Arte dei Media di Pechino era "Etica della Tecnologia" e nel 2018 era "<Post-Life>". La Biennale si tiene presso il Museo CAFA di Pechino, Cina e include importanti opere in arti biologiche, con esposizioni tematiche. La Biennale del 2018 includeva opere internazionali pertinenti ai temi tematici di “Vita dei Dati”, “Vita Meccanica” e “Vita Sintetizzata” e un'area espositiva Laboratorio che si concentrava sulla presentazione della pratica di laboratorio internazionale in arte e tecnologia.

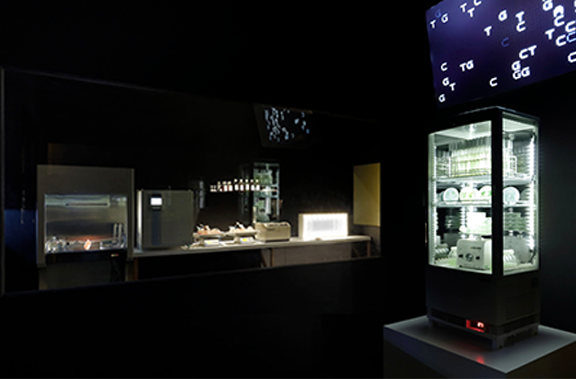
Bio Atelier al Mori Art Museum esibendo bioarte

Il Centre Pompidou a Parigi, Francia ha presentato La Fabrique Du Vivant, "La Fabbrica del Vivente" nel 2019, una mostra collettiva di vita vivente e artificiale con recenti lavori di artisti, designer e ricerche da laboratori scientifici. Le opere d'arte interrogano i collegamenti tra il vivente e l'artificiale, così come i processi di ricreazione artificiale della vita; la manipolazione di procedure chimiche su materia vivente; opere autogeneranti con forme sempre in cambiamento; opere ibride di materia organica e materiale industriale, o l'ibridazione di cellule umane e vegetali. In quest'era di tecnologie digitali, gli artisti attingono al mondo della biologia, sviluppando nuovi ambienti sociali e politici basati su questioni di coloro che vivono in quest'epoca.
Il Mori Art Museum di Tokyo, Giappone Futuro e le Arti: AI, Robotica, Città, Vita - Come l'Umanità Vivrà Domani nel 2019-2020 Questa era una mostra collettiva che includeva un "bio atelier" con opere di bioarte di bioartisti prominenti di tutto il mondo. Uno degli obiettivi curatoriali era quello di evocare la riflessione – attraverso gli ultimi sviluppi scientifici e tecnologici in campi come l'intelligenza artificiale, la biotecnologia, la robotica e la realtà aumentata utilizzati in arte, design e architettura – su come gli esseri umani, le loro vite e le questioni ambientali possano apparire nel futuro imminente a causa di questi sviluppi.